# Erich Kühne
Erich Kühne (geboren am 18. April 1917; gestorben am 25. Mai 2016) war Aufnahmeleiter und Produzent, der in Deutschland (DDR) v. a. für die DEFA tätig war und auch an internationalen Produkten arbeitete.
Kühne ist u. a. bekannt für die Filme Hexen (1954), Die Elenden (1958), Geliebte weiße Maus (1964), Johannes Kepler (1974), Die Leiden des jungen Werthers (1976), Ursula (1978), Don Juan – Karl-Liebknecht-Str. 78 (1980), Fariaho (1983) und Kaskade rückwärts (1984).